# Digital Renegade
Digital Renegade (estilizado como [digital_renegade]) es el tercer álbum de estudio de la banda post-hardcore estadounidense I See Stars. Fue lanzado el 13 de marzo de 2012 a través de Sumerian Records. Cuenta con la participación de Danny Worsnop de la banda británica metalcore Asking Alexandria  y con Cassadee Pope de la banda estadounidense de rock Hey Monday. Desde su lanzamiento, se ha convertido en el álbum de la banda mejor posicionado, alcanzando el lugar 45 en Billboard 200.

## Lista de canciones
| N.º   | Título                                                 | Duración |  |
| 1.    | «Gnars Attacks»                                        | 3:29     |  |
| 2.    | «NZT48»                                                | 4:20     |  |
| 3.    | «Digital Renegade»                                     | 3:12     |  |
| 4.    | «Endless Sky» (Con Danny Worsnop de Asking Alexandria) | 3:33     |  |
| 5.    | «Underneath Every Smile»                               | 3:17     |  |
| 6.    | «Mystery Wall»                                         | 4:08     |  |
| 7.    | «iBelieve»                                             | 2:38     |  |
| 8.    | «Summer Died In Connersville»                          | 3:18     |  |
| 9.    | «Electric Forest» (Con Cassadee Pope de Hey Monday)    | 4:26     |  |
| 10.   | «Filth Friends Unite»                                  | 3:59     |  |
| 39:20 |                                                        |          |  |